# Joan Cañellas
Joan Cañellas Reixach (Santa María, 30 september 1986) is een Spaans handbalspeler. Sinds 2021 komt hij uit voor Kadetten Schaffhausen uit Zwitserland.

## Erelijst
- EHF Champions League (1x): 2017
- Kampioen van Spanje (2x): 2006, 2010
- Beker van Spanje (4x): 2007, 2011, 2012, 2013
- Spaanse supercup (3x): 2007, 2011, 2012
- Copa ASOBAL (1x): 2011
- Liga de los Pirineos (4x):2006, 2007, 2008, 2009
- Kampioen van Duitsland (1x): 2015
- DHB Supercup (2x): 2014, 2015
- Kampioen van Macedonië (1x): 2017
- Beker van Macedonië (1x): 2017

### Met Spanje
| Mondiaal   |    |                |
| WK Handbal | 2x | (2011), (2013) |
| Europees   |    |                |
| EK Handbal | 1x | (2018)         |